# 200 mètres féminin aux championnats du monde d'athlétisme 1983
Navigation
Rome 1987
L'épreuve du 200 mètres féminin des championnats du monde d'athlétisme 1983 s'est déroulée du 12 au 14 août 1983 dans le Stade olympique d'Helsinki, en Finlande. Elle est remportée par l'Est-allemande Marita Koch.
Les deux favorites avant l'épreuve étaient l'Est-Allemande Marita Koch, qui en raison d'une blessure en début de saison s'est alignée sur 100 et 200 mètres plutôt que sur 400, et la Jamaïcaine Merlene Ottey, invaincue durant la saison.
En demi-finale, un centième de seconde sépare les deux sprinteuses, tandis que dans l'autre course Florence Griffith s'impose avec un vent légèrement trop favorable.
En finale, Marita Koch placée au couloir 6 contrôle la Jamaïcaine placée au couloir 6 et est en tête à l'entrée de la ligne droite. Ottey réduit un peu l'écart sur la fin et reste deuxième derrière Koch. La Britannique Kathy Cook est troisième, devançant l'Américaine Griffith placée à la corde.

## Résultats

### Finale
| Rang               | Athlète           | Pays               | Temps   | Notes |
| ------------------ | ----------------- | ------------------ | ------- | ----- |
| Médaille d'or      | Marita Koch       | Allemagne de l'Est | 22 s 13 | CR    |
| Médaille d'argent  | Merlene Ottey     | Jamaïque           | 22 s 19 |       |
| Médaille de bronze | Kathy Cook        | Royaume-Uni        | 22 s 37 |       |
| 4                  | Florence Griffith | États-Unis         | 22 s 46 |       |
| 5                  | Grace Jackson     | Jamaïque           | 22 s 63 |       |
| 6                  | Anelia Nuneva     | Bulgarie           | 22 s 68 |       |
| 7                  | Angela Bailey     | Canada             | 22 s 93 |       |
| 8                  | Ewa Kasprzyk      | Pologne            | 23 s 03 |       |

### Demi-finales
| Rang | Athlète            | Pays             | Temps       | Notes |
| ---- | ------------------ | ---------------- | ----------- | ----- |
| 1    | Florence Griffith  | États-Unis       | 22 s 41 (w) |       |
| 2    | Kathy Cook         | Royaume-Uni      | 22 s 57     |       |
| 3    | Anelia Nuneva      | Bulgarie         | 22 s 62     |       |
| 4    | Grace Jackson      | Jamaïque         | 22 s 76     |       |
| 5    | Helinä Marjamaa    | Finlande         | 22 s 86     |       |
| 6    | Denise Boyd        | Australie        | 23 s 26     |       |
| 7    | Marisa Masullo     | Italie           | 23 s 36     |       |
| 8    | Irina Olkhovnikova | Union soviétique | 23 s 38     |       |

| Rang | Athlète            | Pays               | Temps   | Notes |
| ---- | ------------------ | ------------------ | ------- | ----- |
| 1    | Marita Koch        | Allemagne de l'Est | 22 s 67 |       |
| 2    | Merlene Ottey      | Jamaïque           | 22 s 68 |       |
| 3    | Angela Bailey      | Canada             | 22 s 82 |       |
| 4    | Ewa Kasprzyk       | Pologne            | 23 s 02 |       |
| 5    | Joan Baptiste      | Royaume-Uni        | 23 s 24 |       |
| 6    | Nadezhda Georgieva | Bulgarie           | 23 s 26 |       |
| 7    | Randy Givens       | États-Unis         | 23 s 34 |       |
| 8    | Liliane Gaschet    | France             | 23 s 37 |       |

## Légende
Records et Performances
- AR : Record continental (area record)
- CR : Record des championnats (championship record)
- MR : Record du meeting (meet record)
- NR : Record national (national record)
- OR : Record olympique (olympic record)
- PR : Record paralympique (paralympic record)
- PB : Record personnel (personal best)
- SB : Meilleure performance personnelle de la saison (season's best)
- WL : Meilleure performance mondiale de l'année (world leader)
- WJR : Record du monde junior (world junior record)
- WR : Record du monde (world record)

Circonstances et Conditions
- DNF : N'a pas terminé (did not finish)
- DNS : N'a pas pris le départ (did not start)
- DQ : Disqualification (disqualification)
- NM : Aucun essai valable enregistré (No Mark)
- Q : Qualifié « directement » au prochain tour (ou à la prochaine compétition), lors d'une compétition majeure, grâce au classement ou à la réalisation des minima (automatic qualifier)
- q : Qualifié au prochain tour (ou à la prochaine compétition), lors d'une compétition majeure, grâce au repêchage ou à la réalisation de l'une des meilleures performances parmi celles des « non qualifiés directement » (grâce au meilleur temps ou à la meilleure distance par exemple) (secondary qualifier)